# Horst Niemack
Horst Niemack foi um General Alemão durante a Segunda Guerra Mundial. Nasceu em Hanover em 10 de Março de 1909, faleceu em Celle em 7 de Abril de 1992.

## Biografia
Ele começou a sua carreira militar como um oficial cadete em 1927. Com o início da Segunda Guerra Mundial, se tornou Hauptmann e comandante do 3,/Aufkl.Abt. 5. Mais tarde ele estava no comando daquela unidade e era um instrutor de uma escola de tropas panzer (1 de Outubro de 1941). Promovido para Oberstleutnant em 1 de Março de 1943, se tornou comandante oficial do Pz.Gr.Rgt. 26. Ele subiu rapidamente pelas patentes militares. Foi promovido para Oberst em 1 de Janeiro de 1944 e Generalmajor em 1 de Abril de 1945.
Durante este período, ele comandou o Pz. Fus. Rgt. "Grossdeutschland", (1 de Outubro de 1943) e o Pz.Lehr-Div. (15 de Janeiro de 1945).
Foi feito prisioneiro pelos Aliados, e libertado em 1947, se tornou em Brigadegeneral der Reserve na Bundeswehr e membro honorário da Confederação Européia de Veteranos de Guerra. Faleceu em Celle em 7 de Abril de 1992.

## Condecorações
Foi condecorado com a Cruz de Cavaleiro da Cruz de Ferro (13 de Julho de 1940), com Folhas de Carvalho (10 de Agosto de 1941, n° 30) e Espadas (4 de Junho de 1944, n° 69).